# Amos Mansdorf
Amos Mansdorf (עמוס מנסדורף; Tel Aviv, 20 ottobre 1965) è un ex tennista israeliano.

## Biografia
In carriera ha vinto 6 tornei nel singolare. Nei tornei del Grande Slam ha ottenuto il suo miglior risultato raggiungendo i quarti di finale nel singolare agli Australian Open nel 1992.
In Coppa Davis ha disputato 47 partite, vincendone 22 e perdendone 25. Per la sua costanza nel rappresentare la propria nazione nella competizione è stato insignito del Commitment Award.
Alle Olimpiadi del 1988 ha raggiunto il terzo turno nel singolare.

## Statistiche

### Singolare

#### Vittorie (6)
| Numero | Anno | Torneo                                          | Superficie | Avversario in finale | Punteggio          |
| 1.     | 1986 | South African Open, Johannesburg                | Cemento    | Matt Anger           | 6–3, 3–6, 6–2, 7–5 |
| 2.     | 1987 | Tel Aviv Open, Tel Aviv                         | Cemento    | Brad Gilbert         | 3–6, 6–3, 6–4      |
| 3.     | 1988 | Heineken Open, Auckland                         | Cemento    | Ramesh Krishnan      | 6-3, 6-4           |
| 4.     | 1988 | Paris Open, Parigi                              | Sintetico  | Brad Gilbert         | 6–3, 6–2, 6–3      |
| 5.     | 1990 | Continental Grass Court Championships, Rosmalen | Erba       | Alexander Volkov     | 6-3, 7-6           |
| 6.     | 1993 | Legg Mason Tennis Classic, Washington           | Cemento    | Todd Martin          | 7–6(3), 7-5        |